# Auguste von Bärndorf

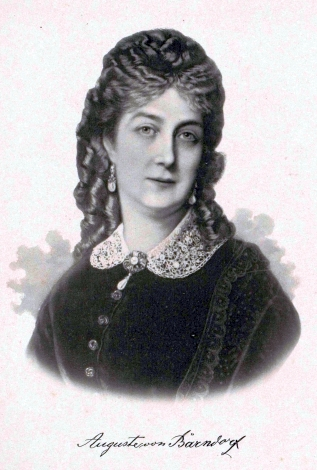
Auguste von Bärndorf, Lithographie von Auguste Hüssener

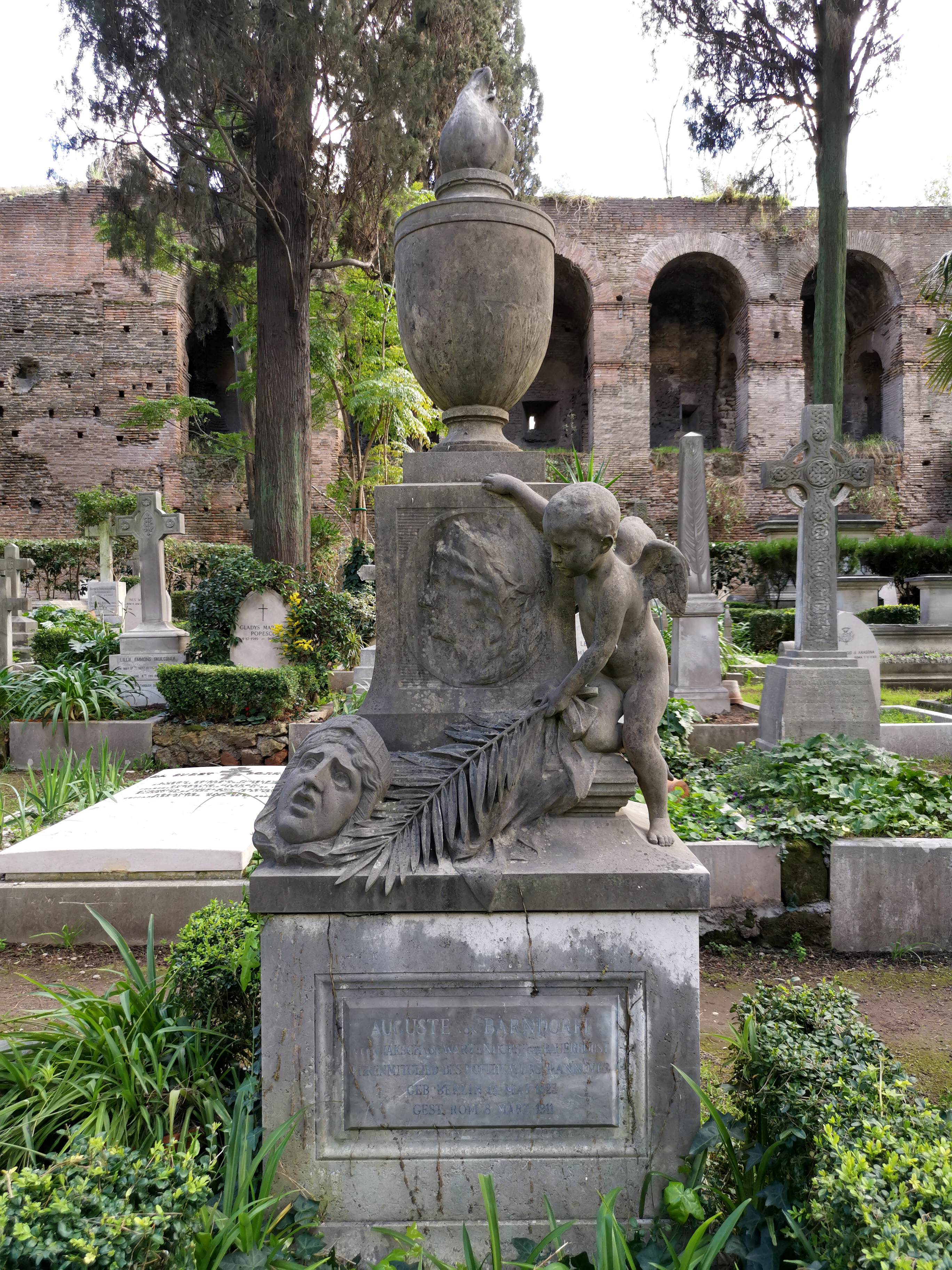
Grab auf dem Nichtkatholischen (Protestantischen) Friedhof Rom

Auguste von Bärndorf (vollständiger Name auch: von Bärndorff von Bauerhorst) (* 11. März 1823 in Berlin; † 8. März 1911 in Rom) war eine deutsche Schauspielerin.

## Leben
Auguste von Bärndorff wuchs auf dem Gut der Eltern nahe Berlin auf. Im Alter von 16 Jahren erhielt sie – nach Überprüfung ihres Talents und auf Empfehlungsbrief der Schauspielerin Charlotte von Hagn – Schauspielunterricht bei Auguste Crelinger. 1846 debütierte von Bärndorf als „Philippine“ in „Vor 100 Jahren“ am Königlichen Schauspielhaus Berlin und wurde anschließend in Oldenburg engagiert.
1848 bis 1857 spielte von Bärndorf als Kaiserliche Hofschauspielerin in Sankt Petersburg, ging dann 1857 nach Hannover und blieb dort als führendes Mitglied des Hoftheaters gefeierte Schauspielerin. Ab 1868 trat sie nur noch vereinzelt auf, nahm 1870 ihren Bühnenabschied.
Von Bärndorf feierte Erfolge insbesondere in klassischen Liebhaberinnen-Rollen, aber auch in Komödien. Gastauftritte hatte sie in Wien wie in den USA. 1881 wurde sie zum Ehrenmitglied des hannoverschen Hoftheaters ernannt.
Auguste von Bärndorf war in erster Ehe eine verheiratete von Schoultz und in zweiter Ehe mit dem Prager Hochschullehrer Anton Jaksch Ritter von Wartenhorst verheiratet. Als dieser 1887 starb, lebte sie anfänglich in Baden-Baden, später dann in Rom. Sie liegt auf dem Protestantischen Friedhof in Rom begraben.
Sie bildete zudem ihre Nichte Auguste Diacono zur Schauspielerin aus.